# Cultura Maikop

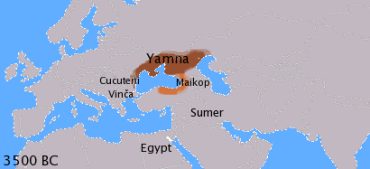
Zona culturilor Maikop şi Iamnaia.

Cultura Maikop (ca. 3700 îen — 2500 îen) a fost o cultură din Epoca de Bronz situată în Rusia de Sud, între peninsula Taman și strâmtoarea Kerci, aproape de granița Daghestanului modern.
A fost situată în ceea ce este în prezent Adîgheia (cu capitala la Maykop), în valea râuluii Kuban.